# Discitis
La discitis o espondilodiscitis es un proceso inflamatorio que afecta al disco intervertebral y, en ocasiones, a la superficie de los cuerpos vertebrales. Se presenta con mayor frecuencia en niños menores de 6 años, y suele afectar a la región lumbar de la columna. En adultos, en ocasiones se produce tras una intervención quirúrgica en la columna afectando, de igual manera, a la columna lumbar, y a menudo confundiéndose con otras patologías que cursan con dolor en esta región.
Sus síntomas más comunes son el dolor lumbar, la limitación de la movilidad de la columna y, en ocasiones, la fiebre. En la mayoría de los casos tiene un origen infeccioso.
Su tratamiento se basa en la administración de antibióticos durante un período de tiempo que varía de seis a diez semanas. En casos de complicación se procede a cirugía.

## Epidemiología
La espondilodiscitis infecciosa tiene una incidencia de 0,5 a 2,5 casos por cada 100.000 habitantes. Se da discitis cervical secundaria en un 0,59% de los pacientes que se someten a discografía cervical.

## Etiología
Aunque no existe consenso respecto a las causas de la discitis, el argumento más preponderante es que esta tiene origen infeccioso. Existen autores que discuten que puede darse por mecanismos traumáticos y aquellos que creen que se trata de un proceso exclusivamente inflamatorio. Un estudio de 2008 reveló que se halla un agente patógeno relacionado con la discitis en el 50% de los hemocultivos, y un 76% en el caso de cultivos por biopsia. De los agentes patógenos piogénicos encontrados, el más frecuente es el staphylococcus aureus, apareciendo en un 10-40% de los casos, especialmente en aquellos en los que se ha dado una infección intrahospitalaria. En otros casos el patógeno es el staphylococcus epidermidis —en el 5-29% de los casos—, o bacterias del género streptococcus —en el 5-20%—. También es frecuente la infección por un agente de tipo tuberculoso, siendo en este caso el más común el mycobacterium tuberculosis, aunque su incidencia es menor en los países desarrollados.
También se ha identificado una causa de origen hematógeno. Aunque el núcleo pulposo del disco intervertebral se encuentra muy bien vascularizado, este riego sanguíneo decrece a partir de la segunda década de vida. A partir de entonces, el núcleo depende de las porosidades de la concavidad central del cuerpo vertebral para su irrigación. Este estado de relativa falta de vascularización provoca el acúmulo de agentes patógenos a través de las arcadas arteriolares de los vasos y la creación de arterias colaterales secundarias a la degeneración del disco. Adicionalmente, las mucosas de los sistemas intergumentario, gastrointestinal, respiratorio y oral están relacionadas con este acúmulo a través del flujo arterial.
Otra causa de la discitis puede ser de origen iatrogénico, es decir, secundaria a una intervención quirúrgica. Se cree que la discitis post-operatoria se da en hasta el 4% del total de casos de la enfermedad.
A pesar de lo descrito anteriormente, su origen puede ser también aséptico.

## Signos y síntomas
Las manifestaciones clínicas de la discitis varían según si esta se da en el adulto o en el niño:
- En niños suele darse entre los 2 y los 5 años de edad, y suelen mostrar irritabilidad y dolor lumbar, cojera o rechazo a la realización de la marcha. En el examen físico, suelen negarse a sentarse o a flexionar el tronco y suelen presentar sensibilidad en el área de la columna relacionada. A veces se da dolor en la cadera, con rigidez o reducción de los reflejos. La mayoría de los pacientes empiezan a experimentar los síntomas un mes antes de ser diagnosticados.[11]
- En adultos,  se suele dar dolor lumbar en la zona relacionada, dificultad al andar con dolor nocturno, sensibilidad al tacto durante el examen físico y reducción del rango de movimiento en los movimientos de la columna. Además, hasta el 50% suele cursar con fiebre. Una combinación de los síntomas descritos con historia de operación en la columna garantiza casi exclusivamente un diagnóstico de discitis.[12][4]

## Diagnóstico

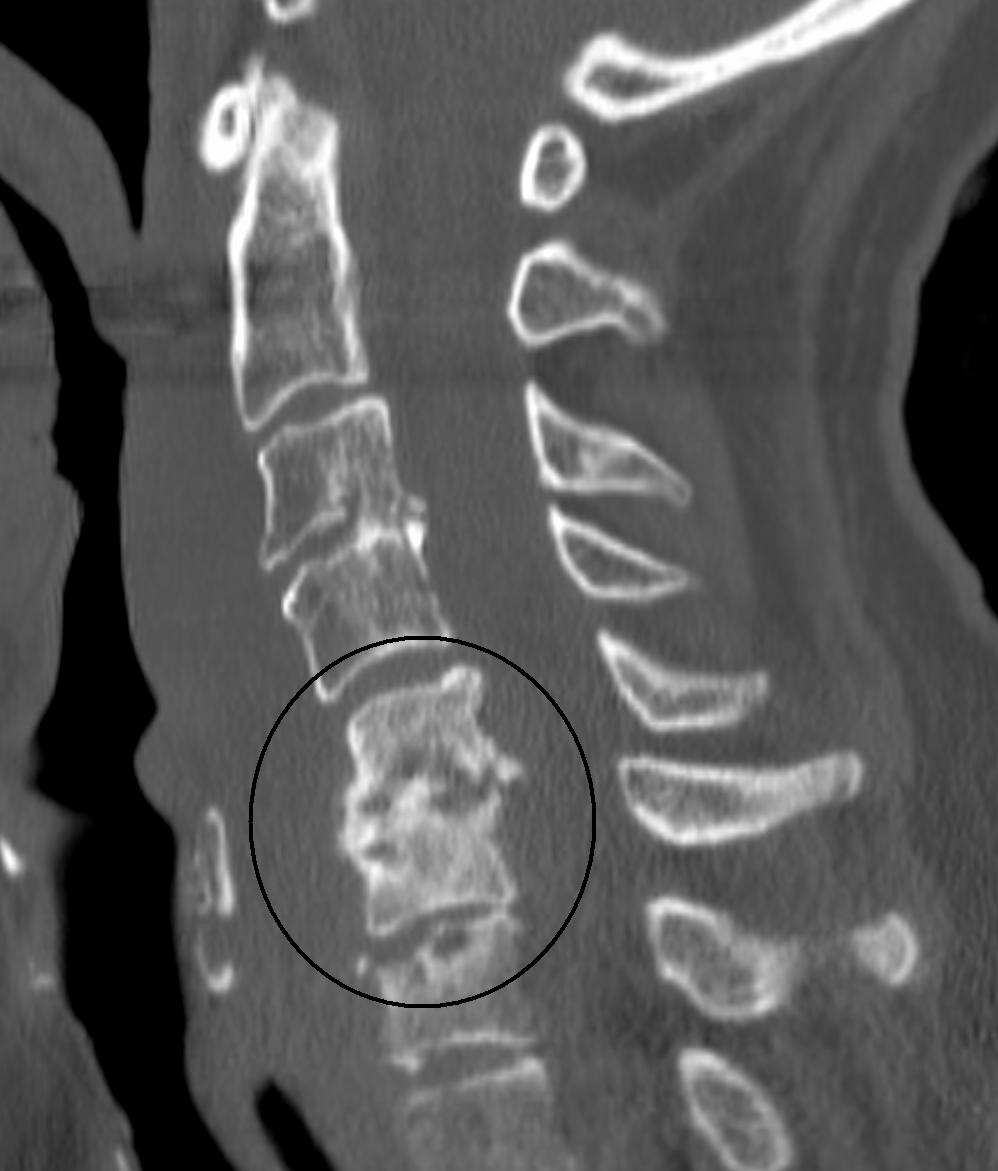
Imagen de un disco infectado realizada por tomografía axial computerizada.

Dentro de las pruebas de laboratorio, se da un incremento del recuento de glóbulos blancos en el 13-60% de los casos. Asimismo, la tasa de sedimentación eritrocítica y los niveles de proteína C reactiva se hallan elevados en más del 90% de los casos. El gold standard para el diagnóstico de discitis es el empleo de biopsia guiada a través de tomografía axial computerizada (TAC) y la realización de un hemocultivo, dando resultado positivo en un 70-90% de los casos. Los cultivos son esenciales a la hora de determinar o descartar su posible origen bacteriano.
En cuanto a las pruebas radiológicas, la radiografía arroja una sensibilidad del 82% y una especificidad del 57%. Los primeros signos radiográficos incluyen la pérdida de la lordosis lumbar, el estrechamiento del espacio intervertebral e irregularidades en la carilla articular de los cuerpos intervertebrales. La resonancia magnética nuclear tiende a arrojar resultados muy precisos, con una sensibilidad y especificidad del 95% en ambos casos.
La realización de pruebas radiológicas y de laboratorio deberá contrastarse con los síntomas que refiera el paciente durante la exploración física para confirmar el diagnóstico. Además, deberán descartarse patologías con desarrollo similar, como la espondilitis anquilosante o la sacroileítis.

## Tratamiento
Previo a la administración de tratamiento mediante antibióticos, es esencial conocer el tipo de patógeno originante de la discitis a través de hemocultivo o biopsia guiada mediante TAC. El tratamiento antibiótico suele tener una duración aproximada de seis semanas. La administración de antibióticos no específicos para el agente patógeno resulta en una menor efectividad del tratamiento. La evolución se sigue mediante la monitorización de los niveles de proteína C reactiva y la tasa de sedimentación eritrocítica.
En los casos en los que persisten deformidades de la estática o limitaciones en el rango de movimiento de la columna posterior al tratamiento antibiótico, frecuentemente se emplea fisioterapia para recuperar la funcionalidad perdida. En niños, esta puede evitar la aparición de secuelas permanentes.
La cirugía se reserva como tratamiento de último recurso cuando el sujeto no muestra mejora o se dan otras complicaciones.
El riesgo de sufrir una recidiva tras el tratamiento aumenta en pacientes con comorbilidades como diabetes e insuficiencia renal.